# Margaret Singana
Margaret Singana, artiestennaam van Margaret M'cingana (Queenstown (Zuid-Afrika), 1 januari 1938 - Soweto (Zuid-Afrika), 22 april 2000) was een Zuid-Afrikaanse zangeres, die vooral bekend is van haar nummer 1-hit in Nederland We are growing (Shaka Zulu) uit de zomer van 1989.

## Biografie
Margaret Singana werd geboren in Queenstown. Na haar jeugd ging ze naar Johannesburg om daar in de muziek te gaan werken. Vanwege de strenge wetgeving voor zwarte inwoners van Zuid-Afrika lukt het haar niet in de muziek door te breken en ze werd huishoudelijke hulp. Haar werkgever ontdekte echter haar muzikale talent en introduceerde haar bij een platenmaatschappij. In 1972 scoorde ze haar eerste hit in Zuid-Afrika.
Margaret Singana kwam in 1973 met The Warrior onder de naam Ipi 'N Tombia featuring Margaret Singana, een album dat hoorde bij de gelijknamige musical IPI-TOMBI. In de volgende jaren bracht ze enkele andere albums uit, die in haar geboorteland een succes waren, maar haar ook optredens in Europa opleverde. Ze kreeg de bijnaam Lady Africa. In 1978 kreeg ze een beroerte, maar ze herstelde hiervan en kwam terug. In 1986 zong ze We are growing, de titelsong van de televisieserie Shaka Zulu. Dit nummer werd enkele jaren later in Nederland een nummer 1-hit, nadat in de zomer van 1989 de tv-serie door Veronica werd herhaald en de single op vrijdag 28 juli 1989 werd verkozen tot Veronica Alarmschijf op Radio 3 en mede hierdoor een nummer 1 hit werd in de destijds twee landelijke hitlijsten (de Nederlandse Top 40 en de Nationale Hitparade Top 100) op de nationale publieke popzender.
Ondanks haar grote bekendheid in de jaren '70 en '80 en enkele grote hits, bezat ze aan het einde van haar leven vrijwel niets meer. De inmiddels aan een rolstoel gekluisterde en lange tijd zieke Margaret Singana overleed in april 2000 op 62-jarige leeftijd.

## Discografie

### Albums
| Album met eventuele hitnotering(en) in de Nederlandse Album Top 100 | Datum van verschijnen | Datum van binnenkomst | Hoogste positie | Aantal weken | Opmerkingen |
| ------------------------------------------------------------------- | --------------------- | --------------------- | --------------- | ------------ | ----------- |
| We are growing                                                      | 1989                  | 26-08-1989            | 42              | 6            |             |

### Singles
| Single met eventuele hitnotering(en) in de Nederlandse Top 40 | Datum van verschijnen | Datum van binnenkomst | Hoogste positie | Aantal weken | Opmerkingen                                           |
| ------------------------------------------------------------- | --------------------- | --------------------- | --------------- | ------------ | ----------------------------------------------------- |
| We are growing (Shaka Zulu)                                   | 1989                  | 05-08-1989            | 1(4wk)          | 11           | Nr. 1 in de Nationale Hitparade Top 100 / Alarmschijf |

### NPO Radio 2 Top 2000
Van Margaret Singana stond alleen We are growing in 1999 in de NPO Radio 2 Top 2000, op plek 1878.
- Biblioteca Nacional de España: XX1585176
- Bibliothèque nationale de France: cb14227683b (data)
- Gemeinsame Normdatei: 134675363
- International Standard Name Identifier: 0000 0000 5788 5015
- Library of Congress Control Number: n92106318
- MusicBrainz: 3eca8abe-c803-4fa2-91be-fe0a4bb9a587
- Virtual International Authority File: 79725250
- WorldCat: E39PBJwCVhKrRFFxtFykDy8XBP